# Mohenjo-daro
Moenjo-daro là một di tích khảo cổ ở Pakistan. Được xuất hiện khoảng từ 10.000 đến 15.000 trước Công nguyên, nó là một trong những khu định cư lớn nhất của nền văn minh thung lũng sông Ấn và là một trong những thành phố lớn nhất thế giới, đồng thời với các nền văn minh của Ai Cập cổ đại, Mesopotamia, Minoan Crete và Norte Chico. Mohenjo-daro đã bị bỏ hoang vào thế kỷ thứ 19 TCN khi nền văn minh Thung lũng Indus sụp đổ, và địa điểm này không được khám phá lại cho đến những năm 1920. Mohenjo Daro được một nhân viên của Cơ quan Khảo sát Khảo cổ học Ấn Độ tìm thấy vào năm 1922. Khi đó, Mohenjo Daro nằm ở Ấn Độ nhưng nay thuộc tỉnh Sindh - Pakistan. Di chỉ khảo cổ Moenjo-daro được UNESCO công nhận là di sản thế giới vào năm 1980. Nó đang bị đe dọa vì tình trạng bị xói mòn.

## Chi tiết
Một thời, nền văn minh Ấn Độ chiếm diện tích hơn 1.000.000 km2, và cũng là văn minh Thời kỳ đồ đồng lớn nhất thế giới, với nhiều thành phố phát triển mạnh từ năm 2500 đến 2000 TCN, có các mối quan hệ thương mại với các thành phố Mesopotamia ở phía Tây. Mohenjo-daro, vốn là thành phố lớn nhất thuộc nền văn minh Ấn Độ, nằm gần các con sông lớn để được phù sa bồi đắp qua các trận lụt hàng năm và thuận tiện trong vận tải đường sông, nhưng cũng có khoảng cách an toàn để tránh những đe doạ của sự ngập nước.
Mohenjo-daro ngày nay gồm thành phố bên dưới và thành trì. Thành phố bên dưới hình thành một trung tâm định cư, với một hệ thống đường sá chia nhà thành khu vực. Các công trình đồ sộ, kể cả Nhà tắm lớn cũng bao quanh phía Tây.
Hệ thống chữ viết Ấn Độ, nhận dạng lần đầu năm 1922, nhưng đến nay vẫn chưa được giải mã. Người ta biết rất ít về tổ chức xã hội hay các tín ngưỡng Ấn Độ. Chức năng của Mohenjo-daro, cùng các công trình nằm trên đỉnh, cũng chưa sáng tỏ. Thế nhưng tính chất khác thường của Nhà tắm lớn và sự hiện diện của một khối lượng nước như thế trên đỉnh một bậc đài vòng xây cao, làm nổi bật tầm quan trọng của công trình. Ngoài ra, các phòng tắm đều có hầu hết trong từng ngôi nhà ở thành phố bên dưới, có khoảng hơn 700 giếng và hệ thống tháo nước phức tạp, chúng ta kết luận rằng điều này không chỉ là niềm tự hào công dân đơn thuần. Ý nghĩa của nước ở Nhà tắm Mohenjo-daro khiến người ta có nhiều liên tưởng về vai trò của nước trong các truyền thống tôn giáo quan trọng trong khu vực hiện nay. Nước vừa quý giá vừa để tẩy uế - một năng lượng quan trọng đối với sự sống và sự chết.